# Бундахишн
Бундахишн — среднеперсидский текст по космогонии, мифологии и легендам зороастрийской религии и в то же время отражает часть дозороастрийского иранского мира верований.

## Смысл

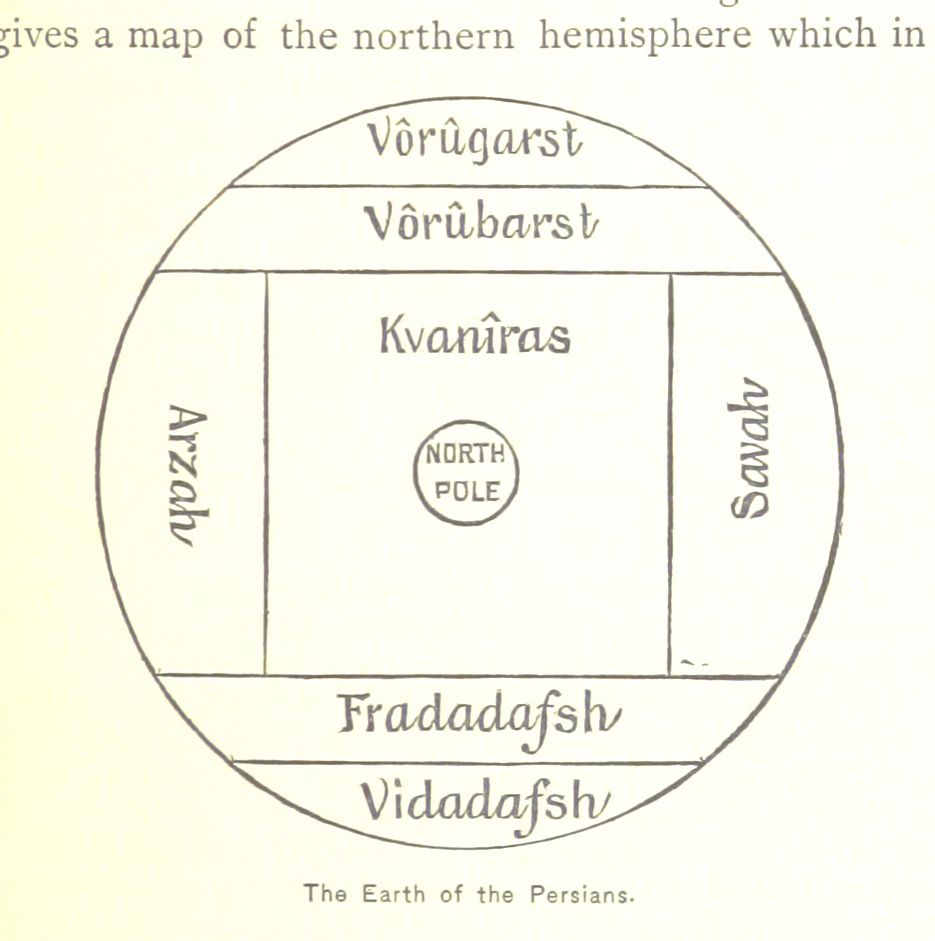
Области, изображённые в гл. VIII (11) «О природе земель»: области Кванирас (или Хванирас), Савах, Арза, Фрададафш и Видадафш, а также районы Ворубарст и Воругарст

Бундахишн описывает борьбу между Ахура Маздой и Ангра Майнью за господство над миром и, таким образом, изображает развитие творения под влиянием добра и зла.
В книге рассказывается о борьбе демонов, созданных злом, Ангра-Майнью, Дев (пехлеви; новоперсидский: Див), против создания добра, Ахура Мазды, представленного шестью группами:
1. небеса
2. вода
3. земной шар
4. растение
5. животные
6. человек

Человек представлен здесь древним иранским Гайомартом, который также фигурирует в книге царей Шахнаме, иранской национальной эпической поэме Фирдоуси, в образе Каюмарса и как первый царь в мире. Гайомарт (среднеперсидский) восходит к авестийскому: Гая: «жизнь», а Марета: «смертный». Как и более поздний Шахнаме, Бундахишн посвящен изображению ранних иранских царей Кеянидов, которых уже можно найти в Авесте.
Текст Бундахишн содержит подробное описание различных областей земли, пронумерованных семь, пять видов животных, пять видов огня и три вида, хотя это иногда отмечено сдвигами и пропусками в ходе изучения. история священного огня, происхождения человека, растения хаома и других частей творения.
Другое распространённое название Бундахишн — это термин Занд-Агахих, «знание Зенда». Работа доступна в двух версиях: «Большой Бундахишн» или «Иранский Бундахишн» и «Малый Бундахишн» или «Индийский Бундахишн».
Бундахишн также содержит идею воскрешения.